# Parc d'Antoni Santiburcio
El Parc d'Antoni Santiburcio és un parc situat al barri de Sant Andreu de Barcelona. Actualment ocupa una superfície d'1,2 ha però està previst que s'ampliï a 2,2 ha, convertint-se així, amb la zona verda més gran del barri. L'espai està dedicat a Antoni Santiburcio i Moreno, polític i sindicalista andalús establert a Sant Andreu.

## Configuració del Parc
El parc està ubicat a l'espai de les antigues Casernes de Sant Andreu, delimitat pels carrers de Torres i Bages, Palomar, Gran de Sant Andreu i Passeig de Santa Coloma. Es tracta de la primera gran actuació d'urbanització de les Casernes de Sant Andreu que també comportarà la construcció d'habitatges de protecció oficial, equipaments i nous vials. El paviment majoritari de l'espai és el sauló de tonalitats mentre que el camí central del parc és asfalt de color. El Parc conté una sèrie d'espais de zona d'estada, una esplanada, un parterre aromàtic (un espai amb plantes aromàtiques), una zona arbrada amb àrees d'exercici i la zona de la font accessible. Al sector proper al Carrer gran de Sant Andreu, hi ha un turó cobert d'espècies arbustives tapissants. Un camí corona el turó formant petites placetes mirador al llarg del recorregut.

## Refugi d'aigua
El parc incorpora una zona de fonts que actua com a zona de lleure i és la primera font construïda com a refugi d'aigua a la ciutat. Es tracta d'una font de 234 brolladors. El funcionament de la font està controlat des del Centre de Control de Barcelona Cicle de l'Aigua (BCASA). Aquests brolladors també disposen d'un enllumenat led, la qual cosa permet fer coreografies de llum i aigua jugant amb els colors i l'alçada dels brolladors. Els jardins amb aigua són una de les mesures d'adaptació del Pla Clima de la ciutat de Barcelona, en el punt relatiu a prevenir la calor que preveu la creació d'una xarxa de "refugis climàtics" per tal de garantir la salut en episodis d'altes temperatures. Una de les accions destacades és impulsar accions refrescants en tots els àmbits territorials, com són, la creació de refugis d'aigua a partir de l'adaptació de fonts ornamentals en fonts accessibles per poder-se remullar. El 30 d'agost de l'any 2018, dues setmanes després de la inauguració de l'espai, es va clausurar la font pel brot de 12 casos de gastroenteritis.

## Ampliació del Parc
La segona fase del parc incorporarà una zona de jocs infantils, amb una gran superfície de cautxú rodejat de parterres arbustius i una zona amb parterres florals. Aquesta ampliació tindrà una superfície d'uns 6.000 metres quadrats i un pressupost de 2,5 milions d'euros. Les obres s'iniciaran la primera meitat de l'any 2019.